# Жанажолский сельский округ (Северо-Казахстанская область)
Жанажолский сельский округ (каз. Жаңажол ауылдық округі) — административная единица в составе района Шал акына Северо-Казахстанской области Казахстана. Административный центр — село Жанажол.
Население — 930 человек (2009, 1372 в 1999, 1633 в 1989).

## История
Сельский округ образован решением Северо-Казахстанского облисполкома от 26 июня 1972 года. 12 января 1994 года постановлением главы Северо-Казахстанской областной администрации образован Жанажолский сельский округ. Сельский округ упразднён совместным решением 12-й сессии Северо-Казахстанского областного маслихата и акима области от 12 февраля 1997 года с передачей его территории в административное подчинение Ступинского сельского округа. Совместным решением Северо-Казахстанского областного маслихата и акима области от 27 мая 2005 года вновь образован Жанажолский сельский округ путём выделения из территории Ступинского и Приишимского сельских округов.

## Состав
В состав округа входят такие населенные пункты:
| Населенный пункт | Население, человек (1989) | Население, человек (1999) | Население, человек (2009) |
| ---------------- | ------------------------- | ------------------------- | ------------------------- |
| Жанажол, село    | 1014                      | 736                       | 493                       |
| Жанаталап, село  | 252                       | 256                       | 152                       |
| Кенес, село      | 367                       | 380                       | 285                       |